# Diomedes: A Trilogia do Acidente
Diomedes: A Trilogia do Acidente é um romance gráfico de Lourenço Mutarelli, publicado pela Quadrinhos na Cia em 2012, que traz a história de Diomedes, um delegado aposentado, gordo e cínico que trabalha como detetive particular, embora nunca tenha resolvido um caso. Esse livro compila os quatro volumes originais das aventuras do personagem (é chamado de trilogia porque os dois últimos volumes são duas partes de uma mesma história), que foram lançados pela editora Devir.

## O Dobro de Cinco(1999)
Na primeira história da trilogia, Diomedes é contratado para entrar um mágico chamado Enigmo, que está desaparecido há bastante tempo. Durante a investigação, ele encontra personagens variados, como um palhaço filósofo, um domador de leões drogado, e uma travesti que lê cartas de tarô. Um filme baseado nesta HQ chegou a ter sua produção iniciada em 2007, mas nunca foi finalizado.

## O Rei do Ponto(2000)
Diomedes escapa de forma milagrosa da morte e acaba envolvido por um ambicioso policial chamado Germano Cale em uma investigação de um assassino em série, caso contrário é ameaçado de ser preso. Um diferencial deste livro é que, em diversas páginas, há uma sugestão de trilha sonora escrita na margem dos quadrinhos.

## A Soma de Tudo(parte 1, 2001; parte 2, 2002)
No encerramento da trilogia (publicado originalmente em duas partes), Diomedes viaja para Portugal e investiga uma seita misteriosa em Lisboa. A ideia de ambientar a trama em Portugal veio após o autor participar como convidado do Festival de Banda Desenhada de Amadora.

## Prêmios[8][9]
- O Dobro de Cinco - 12º Troféu HQ Mix como "melhor álbum de ficção" e 16º Prêmio Angelo Agostini como "melhor lançamento"
- O Rei do Ponto - 13º Troféu HQ Mix como "melhor álbum de ficção"
- A Soma de Tudo - parte 1 - 14º Troféu HQ Mix como "melhor álbum de aventura" e "personagem destaque" (para Diomedes)
- A Aoma de Tudo - parte 2 - 15º Troféu HQ Mix como "melhor álbum de aventura"
- Diomedes: A Trilogia do Acidente - 25º Troféu HQ Mix como "melhor publicação de clássico"